# LENS (Kroiのアルバム)
『LENS』（レンズ）は、日本のミクスチャーバンド・Kroiの1枚目のアルバム。2021年6月23日にIRORI Records（ポニーキャニオン）から発売された。

## 概要
- 自身初のフルアルバム[注 1]。
- アルバムはCDのみとCD+DVDの2形態で発売。
- ユニカビジョンでは、6月23日 - 28日まで「Balmy Life」のMVをフル尺で7〜20時の間、随時放映[6]。
- 2021年8月25日、アナログ盤が発売[7]。

## 制作
2020年8月頃に「夜明け」の収録から本格的にスタートした。今作の収録楽曲の半分近くが昔からあるデモを採用している。
また、関は「合間に前作のEP「STRUCTURE DECK」の制作期間も挟んでいたりとか、そのEPのリリースツアー「DUEL」も一緒にやったりしていたんで、割と気持ち的な変化は感じられないぐらい、毎月毎月せかせかやってたかなというのはありつつ、楽曲制作的なところでいうとコンスタントに1か月おきにレコーディングをしていた」という。そのため、制作期間は長く、10か月ほどかけてじっくりと作られた。

### 制作手法
内田は「アルバムを作るときは何も考えていないので、制作が進むにつれて帳尻を合わせるというか、だんだんと「ケリつけなければいけないんじゃないか？」という雰囲気が漂ってくるんです（笑）」といい、アルバムの制作中にコンセプトを決め、リード曲でテーマを完成させるというスタイルを採っている。

### タイトル
| 「 | 益田が読んでた『アルケミスト 夢を旅した少年』っていう本に〈すべてのものは一つなんだよ〉っていう一節があって、そこから思い付いたんですけど、凹レンズ・凸レンズの習性のように、これまでの経験を凸レンズで一点に集約して凹レンズで拡散する。このアルバムをきっかけに自分たちを世界に広げていきたいなと思って、この言葉をアルバム名に選びました | 」 |
| —関将典（Mikiki『Kroi『LENS』セオリーを超えたハイブリッドな新世代バンドがメジャー初アルバムを語る』より） | |    |

### CDショップ店頭キャンペーン
出典：
- HMV・HMV&BOOKS全店では、メンバーによるアルバム制作エピソードなどを含めた特別店内放送が決定、主要7店舗でのオリジナルコラボポスターの掲出に加え、応募抽選施策もスタート。
- TSUTAYA RECORDS全店・オンラインショップでは、抽選施策がスタート。
- リリースを記念し、タワーレコード渋谷店・新宿店ではそれぞれ衣装展示を開催。「TOWER RECORDS LOVES… 」タペストリー展示なども実施される。

| 対象店舗                                                              | 内容                                 |
| --------------------------------------------------------------------- | ------------------------------------ |
| 渋谷店                                                                | 「Balmy Life」MV衣装（メンバー全員） |
| 新宿店                                                                | ソロ写真パネル & Vo.内田アー写衣装   |
| [実施期間] 〜6月29日頃                                                |                                      |
| 映像外部リンク                                                        |                                      |
| 渋谷店 訪店コメント                                                   |                                      |
| 【Kroi】6/23(水)発売『LENS』リリース記念 訪店コメント動画@渋谷店1F&3F |                                      |

## 楽曲解説
1. Balmy Life
  - 本作のリード曲。
  - アルバムの中で最後に出来た曲。
  - MVの監督である神保拓人が「risk」のMVを撮る時に貰った企画が良すぎて作った曲。
2. sanso
  - アルバムの中では1番ファンキーな曲。
  - 益田は「最初から最後まで『まるで洪水が起きました』みたいな怒涛の曲」だという。
  - 楽器隊、パーカッション、アレンジが変態的。
3. selva
  - Aメロはキーボードが1つの鍵盤を弾き続ける曲。内田曰く「完全に鍵盤を打楽器にした曲」。
4. 夜明け
  - アルバムの中で最初にレコーディングを終えた曲。
5. Pirarucu
  - 内田のピラルク好きが高じて出来た曲。
  - 歌詞は、内田が気分が暗い日の夜に「自分は何が幻想として1番現れてくれたら楽しいんだろう」と思った時にピラルクが良いと思って書いた。
6. ichijiku (instrumental)
  - 「ジャムシリーズ」第2弾
7. a force
  - 千葉が加入する前からある曲。
  - 長谷部が仕事で遅刻した時にジャムをして、30分で出来た曲。
8. 侵攻
  - 千葉が加入する前からライブで披露していた。
  - 客の反応が意外に良かった為、採用したが、ライブとは全然違うアレンジに書き換えている。
  - イントロのグラスの乾杯の音の為に30分探した。
9. NewDay
  - 2020年にはデモが作られていた曲。
  - Kroiの中ではチャレンジ曲。
10. shift command
  - 7thシングル
11. 帰路
  - デモは2019年に出来ていたが、マネージャーから頑なに音源化を渋っていたため、メンバーが帰路のこと以外考えられなくなり、音源化に至った。
  - カメレオン感を演出した曲。
12. feeling
  - デモの時点では「付け足し」程度の曲だった。

## 収録内容

### 全形態共通
| 全編曲: Kroi。 |                            |                 |           |       |
| #              | タイトル                   | 作詞            | 作曲      | 時間  |
| 1.             | 「Balmy Life」             | 内田怜央        | Kroi      | 3:43  |
| 2.             | 「sanso」                  | 内田怜央        | Kroi      | 5:12  |
| 3.             | 「selva」                  | 内田怜央        | Kroi      | 3:46  |
| 4.             | 「夜明け」                 | 内田怜央        | Kroi      | 3:52  |
| 5.             | 「Pirarucu」               | 内田怜央        | Kroi      | 2:37  |
| 6.             | 「ichijiku」(instrumental) |                 | 千葉大樹  | 2:24  |
| 7.             | 「a forse」                | 内田怜央        | Kroi      | 4:08  |
| 8.             | 「侵攻」                   | 内田怜央 関将典 | Kroi      | 4:23  |
| 9.             | 「NewDay」                 | 関将典          | Kroi      | 3:28  |
| 10.            | 「shift command」          | 内田怜央        | Kroi      | 4:06  |
| 11.            | 「帰路」                   | 内田怜央        | Kroi      | 4:15  |
| 12.            | 「feeling」                | 内田怜央        | Kroi      | 1:06  |
| 合計時間:      | 合計時間:                  | 合計時間:       | 合計時間: | 43:00 |

### DVD
| #   | タイトル               | 作詞 | 作曲・編曲 |
| --- | ---------------------- | ---- | ---------- |
| 1.  | 「Noob」               |      |            |
| 2.  | 「Finch」              |      |            |
| 3.  | 「Monster Play」       |      |            |
| 4.  | 「Suck a Lemmon」      |      |            |
| 5.  | 「dart」               |      |            |
| 6.  | 「Mr.Foundation」      |      |            |
| 7.  | 「Flight」             |      |            |
| 8.  | 「侵攻」               |      |            |
| 9.  | 「Never Ending Story」 |      |            |
| 10. | 「MAMA」               |      |            |
| 11. | 「Polyester」          |      |            |
| 12. | 「risk」               |      |            |
| 13. | 「Custard」            |      |            |
| 14. | 「Page」               |      |            |
| 15. | 「HORN」               |      |            |
| 16. | 「Network」            |      |            |
| 17. | 「Fire Brain」         |      |            |
| 18. | 「Shincha」            |      |            |

## 特典

### 封入特典
| 開催日時                                   | 2021年7月7日(水) 20時〜 |
| イベント内容                               | Acoustic Studio Session |
| ※アーカイブは8月31日(火) 23:59まで視聴可能 |                         |

### 予約特典
| 対象店舗                                       | 特典内容                |
| ---------------------------------------------- | ----------------------- |
| TOWER RECORDS全店                              | ステッカーシート        |
| TOWER RECORDSオンライン                        | 缶バッジ                |
| HMV全店（HMV&BOOKS online含む）                | 缶ミラー                |
| TSUTAYA RECORDS（TSUTAYAオンライン予約分含む） | ポストカード            |
| Amazon                                         | メガジャケ（24cm×24cm） |
| 楽天ブックス                                   | アクリルキーホルダー    |
| ディスクユニオン                               | ロゴステッカー          |
| その他法人                                     | A4クリアファイル        |

## パワープレイ・ヘビーローテーション / プレイリスト選出

### パワープレイ・ヘビーローテーション
- 全国AM・FM35局以上でパワープレイ&ヘビーローテーション（M.1）
  - 6月23日には、ラジオ・オンエアチャートで2位を獲得した[9]。
  - 6月30日には、同チャートで1位を獲得した[10]。

### プレイリスト
- Spotify
  - RADAR: Early Noise[注 2]
  - Tokyo Rising（M.11）
  - J-Rock Now（M.11）
  - Soul Music Japan（M.11）
  - 都会の空と音楽と（M.11）
  - Home Bound（M.11）
  - 元気Booster（M.3）
  - Spotify Japan急上昇チャート（M.11）
  - Weekly Buzz Tokyo（M.11）
  - J-Pop新幹線（M.11）
- Amazon Music
  - FRESH J-POP（M.11）
- LINE MUSIC
  - 深夜のドライブソング（M.1）
  - オシャレでサイケな邦ロック🦚（M.1）
- YouTube Music
  - J-Soul/R&B Hotlist（M.11）
  - RELEASED（M.11）
  - J-Indie Hotlist（M.11）
- Apple Music
  - Tokyo Highway（M.1）